# Экситон Ванье — Мотта
Экситон Ванье — Мотта — экситон, радиус которого значительно превышает характерный период решётки кристалла (в отличие от экситонов Френкеля).
Экситоны Ванье — Мотта существуют в полупроводниках за счёт высокой диэлектрической проницаемости последних. Высокая диэлектрическая проницаемость приводит к ослаблению электростатического притяжения между электроном и дыркой, что и приводит к большому радиусу экситона.

## О происхождении термина
Само понятие экситон было предложено Френкелем в 1931 году. Френкель высказал и обосновал идею существования таких квазичастиц. Представление об экситоне большого радиуса, как об одном из предельных случаев экситона вообще, базируется на теоретической работе Ванье, но окончательно сформулировано в работах Мотта. Поэтому такая квазичастица получила название экситона Ванье — Мотта.

## Энергетический спектр экситона

### Трёхмерный случай
Для расчёта энергетического спектра экситона Ванье — Мотта воспользуемся простейшей моделью. Поскольку расстояние между электроном и дыркой велико, то можно пользоваться методом эффективной массы. Будем считать массы электрона и дырки изотропными, а взаимодействие между ними — определяемым законом Кулона. Тогда уравнение Шрёдингера для такой системы будет иметь вид:
{\displaystyle \left({\frac {{\hat {p}}_{e}^{2}}{2m_{e}}}+{\frac {{\hat {p}}_{h}^{2}}{2m_{h}}}-{\frac {e^{2}}{{\varepsilon }r}}\right)\Psi =E\Psi }
Замена переменных, разделяющая поступательное движение центра масс и вращательное движение частиц вокруг центра масс, приводит уравнение к виду
{\displaystyle \left({\frac {{\hat {p}}_{ex}^{2}}{2\mu }}-{\frac {e^{2}}{{\varepsilon }r}}\right)\Phi (\mathbf {r} )=\left(E-{\frac {\hbar ^{2}k_{ex}^{2}}{2M}}\right)\Phi (\mathbf {r} )}
Здесь {\displaystyle M=m_{e}+m_{h}}, {\displaystyle \mu =\left({\tfrac {1}{m_{e}}}+{\tfrac {1}{m_{h}}}\right)^{-1}} — приведённая масса, {\displaystyle \mathbf {r} =\mathbf {r} _{e}-\mathbf {r} _{h}}.
Данное уравнение аналогично уравнению Шрёдингера для атома водорода. Отсюда следует, что дисперсионная зависимость энергии экситона имеет вид
{\displaystyle E_{n}(k_{ex})=-{\frac {{\mu }e^{4}}{2\hbar ^{2}\varepsilon ^{2}n^{2}}}+{\frac {\hbar ^{2}k_{ex}^{2}}{2M}}=-{\frac {R_{ex}}{n^{2}}}+{\frac {\hbar ^{2}k_{ex}^{2}}{2M}}}
Величина {\displaystyle R_{ex}={\tfrac {\mu e^{4}}{2\hbar ^{2}\varepsilon ^{2}}}} по аналогии с Ридбергом для атома водорода называется экситонным Ридбергом.

### Влияние экранирования
При больших концентрациях носителей заряда в полупроводнике существенным становится экранирование кулоновского взаимодействия и может происходить разрушение экситонов Ванье — Мотта. При наличии свободных носителей потенциал кулоновского взаимодействия имеет вид
{\displaystyle V(r)={e^{2} \over \varepsilon r}e^{-r/r_{D}}},
где {\displaystyle r_{D}={\mathcal {E}}kT/4\pi e^{2}N} — дебаевский радиус экранирования. Здесь {\displaystyle N} — концентрация свободных носителей заряда.
Если радиус первого экситонного состояния с {\displaystyle n=1} {\displaystyle a_{ex}={\tfrac {\hbar ^{2}\varepsilon }{\mu e^{2}}}} (боровский радиус экситона Ванье — Мотта), то условие исчезновения экситонной серии вследствие экранировки: {\displaystyle a_{ex}>r_{D}}. Для экситона Ванье — Мотта в кристаллах {\displaystyle Ge} это условие выполняется при концентрации доноров ~1017 см−3 и Т=77 К. Таким образом, для наблюдения слабосвязанных экситонов в полупроводниках необходимы низкие температуры и чистые кристаллы.

### Проявления экситонного спектра

Спектр поглощения вблизи края запрещённой зоны в прямозонном полупроводнике с участием экситонов (сплошные линии) и без учёта экситонных эффектов (штриховая линия).

Экситоны Ванье — Мотта отчётливо проявляются в спектрах поглощения полупроводников в виде узких линий, сдвинутых на величину {\displaystyle E_{n}} ниже края оптического поглощения. Водородоподобный спектр экситонов Ванье — Мотта впервые наблюдался в спектре поглощения Cu2O в 1952 году E. Ф. Гроссом и H. А. Карыевым и независимо — M. Хаяси (M. Hayasi) и К. Кацуки (К. Katsuki), но экситонная интерпретация его в работе японских авторов отсутствовала. Экситоны проявляются также в спектрах люминесценции, в фотопроводимости, в эффекте Штарка и эффекте Зеемана.